# Görögország uralkodóinak listája
Ez a lap Görögország uralkodóinak listája, amely táblázat tartalmazza a mai modern Görögország egyik elődállamának számító Görög Királyság királyait. Hivatalosan csak az első uralkodót, a Wittelsbach-házból származó I. Ottót hívták Görögország királyának, az utána uralkodó dán Schleswig–Holstein–Sonderburg–Glücksburg-ház monarchái már a görög nép régies megnevezésén alapuló Hellének királya címet viselték.

## Görögország királya (1833–62)

### Wittelsbach-házból
Az 1832-es londoni konferenciát azért hívták össze, hogy stabil kormányt hozzanak létre a görög szabadságharc során felszabadult Görögországban. A három nagyhatalom (Nagy-Britannia, Franciaország, Oroszország) közötti tárgyalások során létrejött a Görög Királyság egy Wittelsbach-házi herceg vezetésével. A döntést még 1832-ben, a konstantinápolyi szerződésben ratifikálták, egyúttal meg is egyeztek az új határokról az Oszmán Birodalommal.
A konferencián az újonnan létrejövő görög koronát Ottó bajor hercegnek ajánlották fel. Megállapodtak az örökösödésről is: Ottó halálát követően leszármazottjaira száll a trón, azok hiányában pedig öccsei öröklik azt. Azt is kikötötték, hogy Görögország és Bajorország semmi esetre sem léphet perszonálunióra.
| Uralkodó Uralkodási ideje                 | Uralkodási évei        | Portré | Született Felmenői                                                                                            | Elhunyt                                           |
| ----------------------------------------- | ---------------------- | ------ | --- | ------------------------------------------------- |
| Ottó 1833. február 6. – 1862. október 23. | 29 év, 8 hónap, 17 nap |        | 1815. június 1. Salzburg, AusztriaI. Lajos bajor király és Szász–Hildburghauseni Terézia Sarolta királyné fia | 1867. július 26. Bamberg, Bajorország (52 évesen) |

## A Hellének királya (1863–1924)

### Schleswig–Holstein–Sonderburg–Glücksburg-házból
| Uralkodó Uralkodási ideje                               | Uralkodási évei         | Portré | Született Felmenői                                                                                                  | Elhunyt                                              |
| ------------------------------------------------------- | ----------------------- | ------ | --- | ---------------------------------------------------- |
| I. György 1863. március 30. – 1913. március 18.         | 49 év, 11 hónap, 16 nap |        | 1845. december 24. Koppenhága, DániaIX. Keresztély dán király és Hessen–Kasseli Lujza királyné fia                  | 1913. március 18. Szaloniki, Görögország (67 évesen) |
| I. Konstantin 1913. március 18. – 1917. június 11.      | 4 év, 2 hónap, 23 nap   |        | 1868. augusztus 2. Athén, GörögországI. György görög király és Olga Romanova királyné fia                           | 1923. január 11. Palermo, Olaszország (54 évesen)    |
| I. Sándor 1917. június 11. – 1920. október 25.          | 3 év, 4 hónap, 15 nap   |        | 1893. augusztus 1. Athén, GörögországI. Konstantin görög király és Poroszországi Zsófia királyné fia                | 1920. október 25. Athén, Görögország (27 évesen)     |
| I. Konstantin 1920. december 19. – 1922. szeptember 27. | 1 év, 9 hónap, 8 nap    |        | 1868. augusztus 2. Athén, GörögországI. György görög király és Olga Romanova királyné fia                           | 1923. január 11. Palermo, Olaszország (54 évesen)    |
| II. György 1922. szeptember 27. – 1924. március 25.     | 1 év, 5 hónap, 27 nap   |        | 1890. július 19. Tatoi, GörögországSándor testvére, I. Konstantin görög király és Poroszországi Zsófia királyné fia | 1947. április 1. Athén, Görögország (56 évesen)      |

## A Hellének királya (1935–73)

### Schleswig–Holstein–Sonderburg–Glücksburg-házból
| Uralkodó Uralkodási ideje                         | Uralkodási évei        | Portré | Született Felmenői | Elhunyt                                         |
| ------------------------------------------------- | ---------------------- | ------ | --- | ----------------------------------------------- |
| II. György 1935. november 3. – 1947. április 1.   | 11 év, 4 hónap, 7 nap  |        | 1890. július 19. Tatoi, GörögországSándor testvére, I. Konstantin görög király és Poroszországi Zsófia királyné fia                 | 1947. április 1. Athén, Görögország (56 évesen) |
| I. Pál 1947. április 1. – 1964. március 6.        | 16 év, 11 hónap, 5 nap |        | 1901. december 14. Athén, GörögországSándor és II. György testvére, I. Konstantin görög király és Poroszországi Zsófia királyné fia | 1964. március 6. Athén, Görögország (62 évesen) |
| II. Konstantin 1964. március 6. – 1973. június 1. | 9 év, 2 hónap, 26 nap  |        | 1940. június 2. Athén, GörögországI. Pál görög király és Hannoveri Friderika királyné fia                                           | 2023. január 10. Athén, Görögország (82 évesen) |